# Прокидатися з тобою
«Прокидатися з тобою» (ісп. Despertar contigo) — мексиканський телесеріал 2016 року у жанрі мелодрами та створений компанією Televisa. В головних ролях — Деніел Аренас, Ела Вельден, Аура Крістіна Гайтнер, Енок Леаньйо, Сара Корралес. Перша серія вийшла в ефір 8 серпня 2016 року. Серіал має 1 сезон. Завершився 122-м епізодом, який вийшов у ефір 22 січня 2017 року. Продюсер серіалу — Педро Даміан. Серіал є адаптацією колумбійського серіалу «Бідний Пабло», 2000 р.

## Сюжет
Пабло хоче стати пожежним як його батько та дід. Але після смерті батька, який загинув під час виконання службового обов'язку, його мати заборонила йому це робити. Тому Пабло вирішив стати охоронцем. Якось він рятує від нападу прекрасну дівчину Майю. Через деякий час він знову зустрічає Майю на одному великому заході. Пабло прибуває туди у супроводі Антонії Сантомарін, яка найняла його як охоронця. Внаслідок непорозумінь Майя приймає його за бізнесмена та мільярдера. Між ними почанаються стосунки, вони закохуються. Пабло боїться розповісти всю правду про себе, адже не впевнений, що Майя зможе відмовитися від розкоші, в якій жила все своє життя. Але, зрештою, правда виходить на поверхню і вони розлучаються. Через роки Пабло та Майя знову зустрічаються…

## Актори та ролі
| Актор                 | Роль                            |
| --------------------- | ------------------------------- |
| Деніел Аренас         | Пабло Ермініо Леал Вентура      |
| Ела Вельден           | Майя Алькала Гонсалес           |
| Аура Крістіна Гайтнер | Антонія Сантамарія              |
| Енок Леаньйо          | Отон Алькала                    |
| Сара Корралес         | Сінді Йоганна Рейна Ідальго     |
| Гонсало Пенья         | Федеріко Вільєгас Дуарте        |
| Крістіан Чавес        | Крістіан Ліл Вентура            |
| Маркус Орнеллас       | Нестор Валенсуела / Нестор Леал |
| Естефанія Вільярреал  | Фріда Діас де ла Вега           |
| Алехандро Кальва      | Рафаель Рейна                   |
| Мара Куевас           | Кармен Гонсалес                 |
| Армандо Сільвестре    | Сільвестр Леал                  |
| Клаудіо Баес          | Полковник                       |
| Малума                | себе                            |

## Сезони
| Сезон | Епізоди | Епізоди | Оригінальний показ | Оригінальний показ | Оригінальний показ |
| Сезон | Епізоди | Епізоди | Перший показ       | Останній показ     | Мережа             |
| ----- | ------- | ------- | ------------------ | ------------------ | ------------------ |
| 1     | 122     | 122     | 8 серпня 2016      | 22 січня 2017      | Las Estrellas      |

## Аудиторія
| Країна трансляції | Сезон | Розклад     | Серії | Перший ефір    | Перший ефір | Останній ефір | Останній ефір | Середній бал |
| Країна трансляції | Сезон | Розклад     | Серії | Дата           | Дата        | Дата          | Дата          | Середній бал |
| ----------------- | ----- | ----------- | ----- | -------------- | ----------- | ------------- | ------------- | ------------ |
| Мексика           | 1     | 17:30—18:15 | 122   | 8 серпня 2016  | х           | 22 січня 2017 | х             | 2,32         |
| США               | 1     | 20:00—21:00 | 112   | 30 серпня 2016 | 1,864       | 3 лютого 2017 | 1,956         | 1,643        |

## Версії
| Рік  | Країна   | Українська назва | Оригінальна назва | Кількість | Кількість | В головних ролях                                   | Компанія       | Канал          |
| Рік  | Країна   | Українська назва | Оригінальна назва | сезонів   | серій     | В головних ролях                                   | Компанія       | Канал          |
| ---- | -------- | ---------------- | ----------------- | --------- | --------- | -------------------------------------------------- | -------------- | -------------- |
| 2000 | Колумбія | Бідний Пабло     | Pobre Pablo       | 1         | 182       | Роберто Кано, Кароліна Асеведо, Алехандро Мартінес | RCN Televisión | RCN Televisión |

## Нагороди та номінації
| Рік  | Премія                       | Категорія                       | Номінант      | Результат |
| ---- | ---------------------------- | ------------------------------- | ------------- | --------- |
| 2017 | Premios TVyNovelas 2017      | Найкращий акторка-партнерка     | Летісія Гіяра | Номінація |
| 2017 | Premios TVyNovelas 2017      | Кращий акторський склад         | Педро Даміан  | Номінація |
| 2016 | TV Adicto Golden Awards 2016 | Жіноча роль                     | Ела Вельден   | Перемога  |
| 2016 | TV Adicto Golden Awards 2016 | Найкраща популярна мильна опера | Педро Даміан  | Перемога  |